# اتحاد بین‌المللی داده سیاره‌ای
اتحاد بین‌المللی داده سیاره‌ای در سال ۲۰۰۶ (میلادی) پایه گذاری شد. این اتحاد، با نزدیک‌کردن همکاری سازمان‌ها در استفاده از ابزارهای آنها در فضای بیرونی، از کیفیت و عملکرد داده (شامل نوع داده) سیاره‌شناسی نگهداری می‌کند. کارهای ویژه، شامل پیشبرد تبادل بین‌المللی داده علمی با کیفیت بالا و سازمان یافته به وسیله گروهی از استاندارها می‌شوند تا امکان مدیریت آنها فراهم شود. سامانه داده سیاره‌ای اداره کل ملی هوانوردی و فضا (ناسا) استاندارد دفاکتو برای دریافت داده سیاره‌ای است. سازمان‌های عضو، هم در هیئت و هم در پروژه‌های علمی مرتبط با ساخت استانداردها و سامانه‌های متقابل شرکت می‌کنند.
در سال ۲۰۰۸ (میلادی) قطع‌نامه کمیته پژوهش فضایی، اتحاد بین‌المللی داده سیاره‌ای را به عنوان مرجع رسمی برای تعیین استانداردهای جهانی برای بایگانی داده سیاره‌ای تعیین کرد.